# Arte do Paleolítico
A arte do Paleolítico refere-se ao conjunto de produções artísticas realizadas durante o Paleolítico ou Idade da Pedra Lascada, que tem início há cerca de dois milhões e meio de anos  e estende-se até c. 8000 a.C.. Esse período marca o início da história da arte e abrange diversos achados arqueológicos atribuídos a diferentes espécies do gênero homo ao longo do tempo.
Ao tratar de arte do Paleolítico se faz necessário, primeiramente, localizar o conceito de arte nesse contexto. Apesar das delimitações daquilo que é ou deixa de ser arte ainda hoje serem pauta de amplos e importantes debates, não é possível inferir os mesmos critérios e motivações que conhecemos na contemporaneidade àquilo que chamamos de arte na Pré-história. Dessa forma, compreende-se que a arte do Paleolítico é um conjunto de produções e intervenções realizadas de forma consciente e intencional por populações de hominíneos, podendo ou não visar determinado objetivo estético ou a expressão de sua subjetividade.
Apesar de muitas dessas produções não terem resistido ao tempo, atualmente temos conhecimento de expressões artísticas das mais diversas áreas incluindo pinturas, gravuras, esculturas, ornamentos e até mesmo a produção e uso de instrumentos musicais. As “obras artísticas” mais antigas que temos conhecimento são conchas gravadas por Homo erectus há cerca de 500 mil anos e que foram encontradas em 2014 em Java, na Indonésia.

## História
O período Paleolítico possui três subdivisões, sendo essas:
•	Paleolítico Inferior (2 500 000 - 2 000 000 até 120 000 - 100 000 a.C.);
•	Paleolítico Médio (300 000 - 200 000 até 40 000 - 30 000 a.C.);
•	Paleolítico Superior (40 000 - 30 000 até 10 000 - 8000 a.C.).
A arte no período paleolítico é considerada a arte mais antiga da humanidade, desenvolvida pelo hominíneo durante o paleolítico superior. No entanto é possível que este nível seja o culminar de um longo processo de amadurecimento artístico e técnico, e que muito do que foi criado em épocas anteriores simplesmente não tenha sobrevivido até aos nossos dias. Por esta razão subsistem ainda muitas incógnitas e questões em aberto, podendo-se apenas especular sobre quais seriam as verdadeiras motivações artísticas do hominíneo paleolítico. 
Para uma abordagem mais próxima às primeiras criações artísticas é essencial relacioná-las com o seu plano de fundo cultural, geográfico e social. Indissociável do seu meio-ambiente, o qual nem sempre é propício à vida humana, o hominíneo é por ele extremamente influenciado, levando a que as suas decisões (deslocamentos a outros locais, etc) sejam ditadas por condicionantes e fatores naturais. Que os temas da arte paleolítica foquem, acima de tudo, elementos do seu meio-ambiente (como o reino animal, principalmente o alvo da sua caça – manadas de renas das planícies e vales) surge assim como uma consequência lógica.

## Especificidades regionais na arte rupestre do paleolítico
Durante um longo período de tempo os nossos ancestrais estavam distribuídos apenas em regiões da África, da Ásia e da Europa. Posteriormente houve uma expansão para a região das Américas. Os especialistas da área ainda buscam  respostas para o meio que ocorreu essa chegada e como foi o desenvolvimento desses seres nesta região. Nesta perspectiva, há evidências arqueológicas de que o Homo sapiens, surgiu na África em 200.000 anos atrás e se dispersou pelos demais continentes, chegando a América por volta de 12000 anos atrás.
Assim, as populações de Homo sapiens estavam presentes apenas no continente africano e posteriormente houve uma dispersão dessa espécie para os outros continentes, entre eles a Ásia e a Europa, onde era habitado pelos Neandertais . Neste sentido, há evidências arqueológicas que apontam a existência do convívio entre Homo sapiens e Neandertais por um determinado período, como apontam os achados arqueológicos. No Oriente Médio existem vários sítios com achados de fósseis de ambas as espécies, com datações próximas, além das semelhanças da produção de pedras lascadas. Além disso, com o auxílio da engenharia genética moderna foram mapeados genomas neandertais em diversas populações modernas. Por meio dessa análise genética é destacado que todas as pessoas modernas, exceto para os africanos, têm em seu DNA 4% de genes de Neandertais. Isto significa que houve uma interação entre Homo sapiens e Homo neandertal que gerou descendentes comuns a ambos. Entretanto, os traços genéticos de Neandertais não foram encontrados em grande parte do DNA da oposição africana atual, o que demonstra uma redução do contato da população de Sapiens que permaneceram na África com os Neandertais. Entretanto, é importante mencionar que essa discussão ainda é palco de debate científico na atualidade, pois ainda ocorrem pesquisas que buscam compreender esse processo de convívio entre ambos os grupos e como houve essa união.
É importante mencionar que em cada região do planeta houve uma expressão diferente das populações que nela viviam. Esses fatores são influenciados por condições como: o tipo de matérias presentes, os hábitos da população e o seu período. Isso destaca uma diversidade de produções e técnicas, como formas de lascamento de pedras, formas de pinturas e construção de objetos. No entanto, também observa-se, simultaneamente, algumas semelhanças entre os achados, o que expressa a existência de contatos entre diferentes grupos de diferentes regiões.
A arte pré-histórica europeia e norte-americana possui maiores registros, mas isso não ocorre explicitamente por haver em maior 
quantidade ou ser mais complexa. O que ocorre é que nessas regiões há maiores investimentos em pesquisas arqueológicas e assim esses registros são encontrados em maior quantidade e de forma mais simples. Outro aspectos importante a ser mencionado é que a maior parte dos achados arqueológicos ligados à expressões artísticas do período paleolítico, estão datados no período do paleolítico superior, mas não descarta a existência de produções ainda mais antigas. 
É importante ressaltar que existem diversos estudos acerca do período paleolítico, bem como a arte rupestre, em andamento. Ainda há muitas perguntas a serem respondidas e lugares a serem pesquisados, como aspectos dos primeiros povos que chegaram às Américas. Uma dificuldade encontrada é devido à apresentação dos achados, uma vez que a preservação das obras depende muito das boas condições dos locais onde estavam, como os padrões climáticos da região.

### Arte paleolítica na África
Em Blombos, na África do Sul, foram encontrados achados associados à arte paleolítica. Foram encontrados “desenhos” feitos com uma cera ocre em um floco de silcrete, de aproximadamente 73.000 anos. Também foram encontradas contas de conchas e gravuras hachuradas em peças ocres.

### Arte paleolítica na Ásia
Foi encontrado na Ilha de Sulawesi, na Indonésia, a arte parietal (pintura) mais antiga de Homo sapiens, de aproximadamente 44 mil anos. Nessas pinturas há o registro de formas animalescas, que podem servir como base para a compreensão da fauna do período paleolítico nesta região.

### Arte paleolítica na Europa
Lembrando que nesse continente são encontradas formas de arte parietal e mobiliaria (portátil) muito preservadas, possivelmente devido ao clima favorável. Vale ressaltar que os sítios arqueológicos da Europa são muito estudados, por isso a maior parte dos conhecimentos que temos sobre essas formas de arte vem dessa região. Assim, a arte papelarias da Europa é a que tem mais informações registradas.
Na Gruta Chauvet, na  França, estão localizadas as pinturas mais antigas da Europa associadas a Homo sapiens (32 mil).
A Gruta Altamira, na Espanha, apresenta pinturas rupestres, tendo sido habitada durante milênios. Essa teoria de que de que ela foi muito habitada vem do grande número de achados na região, que são, além das obras, objetos de pedra lascada e esqueletos datados do período.
A Gruta de Lascaux, na França, abriga alguns dos exemplos mais famosos de pinturas rupestres. Nela há cerca de 600 pinturas, sendo a maioria de animais, espalhadas pelas paredes internas da caverna. Há uma grande conservação das imagens, o que possibilita maiores estudos sobre elas.

## O momento de transição
Após o início da produção manual de objetos começam a surgir os primeiros indícios de decoração dos mesmos, mas só no Paleolítico Superior se fazem as primeiras tentativas de transpor algo real para um determinado suporte. Para isto é necessário uma observação cuidada da natureza envolvente e a percepção de que é possível a reprodução do mundo visível através de um novo método.
Este método implica a captação da realidade e, no caso da pintura e do relevo, a passagem da tridimensionalidade para um plano bidimensional que resulta, inicialmente, em representações de grande naturalismo e realismo. Nesse período, os hominídeos faziam o uso de rochas ou pedaços de osso ou madeira que se assemelhavam a um determinado animal, tirando partido dessa associação e das características preexistentes do suporte para criar uma escultura ou relevo (por vezes também associando a pintura).
A partir de 40.000 a.C. houve o surgimento as artes mais idealizadas, nesse momento começa a aproximar-se cada vez mais da sintetização dos elementos e da sua esquematização simbólica (como o caso das estatuetas femininas onde se realçam as características da feminilidade em linhas simples).

### Abordagens sobre o objetivo da arte
O conceito de arte adquiriu um novo significado com a vinda do capitalismo, representando um objeto de valor econômico, distinto dos valores da arte antigamente. Sobre os objetivos e significados, existem muitas abordagens a respeito do objetivo da arte no paleolítico. Inicialmente após as primeiras descobertas arqueológicas acerca das pinturas rupestres, se defendia uma ideia de arte pela arte, sugerindo que as manifestações artísticas tinham   somente função estética, descartando as funções simbólicas e ritualísticas. A partir do aprofundamento dos estudos, foi trazida outra abordagem, que defendia que os primeiros objetos de arte não eram utilitários ou adornos, mas uma tentativa de controlar forças sobrenaturais e, segundo especulam os arqueólogos, obter a simpatia dos deuses e bons resultados na caça. Considerando que as pinturas descobertas em cavernas se encontram em locais de difícil acesso, pode-se supor que o objetivo não é proporcionar uma imagem impressionante, a arte pela arte, mas antes seguir um ritual mágico e transmitir crenças religiosas e espirituais. Assim, o resultado estético (de grande naturalismo) não será mais que uma consequência secundária do objetivo principal.
A arte também tinha grande papel na transmissão de conhecimentos e comunicação geral, as grandes representações rupestres de cenas de caça poderiam ser usadas como um “manual” de caça, visando entender os comportamentos desses animais, ou ainda pinturas poderiam ser usadas como uma espécie de mapa, indicando pontos geográficos estratégicos para o grupo (como fontes de água e tribos inimigas). As pinturas nas cavernas de Altamira e Lascaux podem ser exemplos dessa ligação da arte e sua funcionalidade. 
De maneira semelhante, a arte, também a partir de sua representação não material por meio de composições musicais, atuações e danças (apesar desse tipo de arte ter sido muito difícil de ser preservada) era utilizada como meio de construir uma coesão social e senso de unidade cultural entre os grupos. A partir de uma abordagem social, a arte é vista como decorrente das necessidades de criar e conservar um senso de unidade e solidariedade que ajudaria na sobrevivência e sucesso do grupo, a pintura corporal por exemplo, ajudava na diferenciação de outros grupos e na criação de tradições, aumentando o sentimento de pertencimento dos membros. 
De qualquer modo não se pode eliminar totalmente a hipótese de um objetivo estético consciente. Apesar do sentido prático da arte ser enfatizado, existem abordagens que defendem que os humanos primitivos tinham um certo senso criativo e valorizavam a estética. A forma e variedade das representações mostram como cada indivíduo adicionava seu próprio “toque” nas representações, visto, por exemplo, na diversidade das figuras antropomorfas femininas, que como a Vênus de Willendorf , são vistas como símbolos de fertilidade e abundância. 

### Figuras Antropomorfas Femininas ou “Estatuetas de Vênus”
Na escultura paleolítica, destacam-se as figuras antropomorfas femininas. Figuras de pequenas dimensões, esculpidas em pedra,  e designadas genericamente por vénus. Embora não se possa ter certeza do porquê foram feitas, visto que não se tem acesso a muitas “pistas” para entender qual seria o intuito em criá-las, existem teorias não comprovadas cientificamente de que as esculturas sejam possíveis ídolos para o culto da fertilidade e sexualidade e que fizeram chamar por “vênus” o nome das figuras. As figuras apresentam características semelhantes entre si; são representadas nuas, de pé e mostram os elementos mais representativos do corpo feminino. Os traços desses elementos, em grande parte, se apresentam em seios, ventre e ancas volumosas em oposição a braços e pernas e cabeça pequena. Na maioria das figuras não é possível reconhecer traços faciais individuais e têm-se, no lugar da cabeça, uma peça esférica com linhas traçadas horizontal e verticalmente, parecida com um chapéu, mas não é possível afirmar que realmente sejam chapéus nas figuras. No entanto, também existem figuras com traços não considerados volumosos ao olhar da contemporaneidade, com a presença de traços faciais e com a ausência da peça esférica no lugar da cabeça.
As figuras antropomorfas femininas das quais compreendem-se ser as mais antigas encontradas são as da cultura Aurignaciana, no Paleolítico, e foram datadas dos anos 43000-26000 A.C. Nesse ínterim, as figuras mais antigas conhecidas são a Vénus de Tan-Tan, encontrada em Marrocos, datada de 500 mil a 300 mil e a Venis de Berekhat Ram, encontrada em Israel, datada de 230 mil anos atrás, ambas produzidas no período do Homo heidelbergensis (600-300 mil). Para compreender a diversidade entre as figuras antropomorfas femininas, têm-se a Vénus de Willendorf da Áustria, a Brassempuy da França, a Dolni Vestonice da República Checa, a Kostenki da Rússia, a Holhe Fels da Alemanha e a Savignano da Itália: cada uma dessas figuras demonstram diferenças em suas características, mas não deixa de ser curiosa a forma como foram produzidas, seus tamanhos, especificidades, e tudo mais.

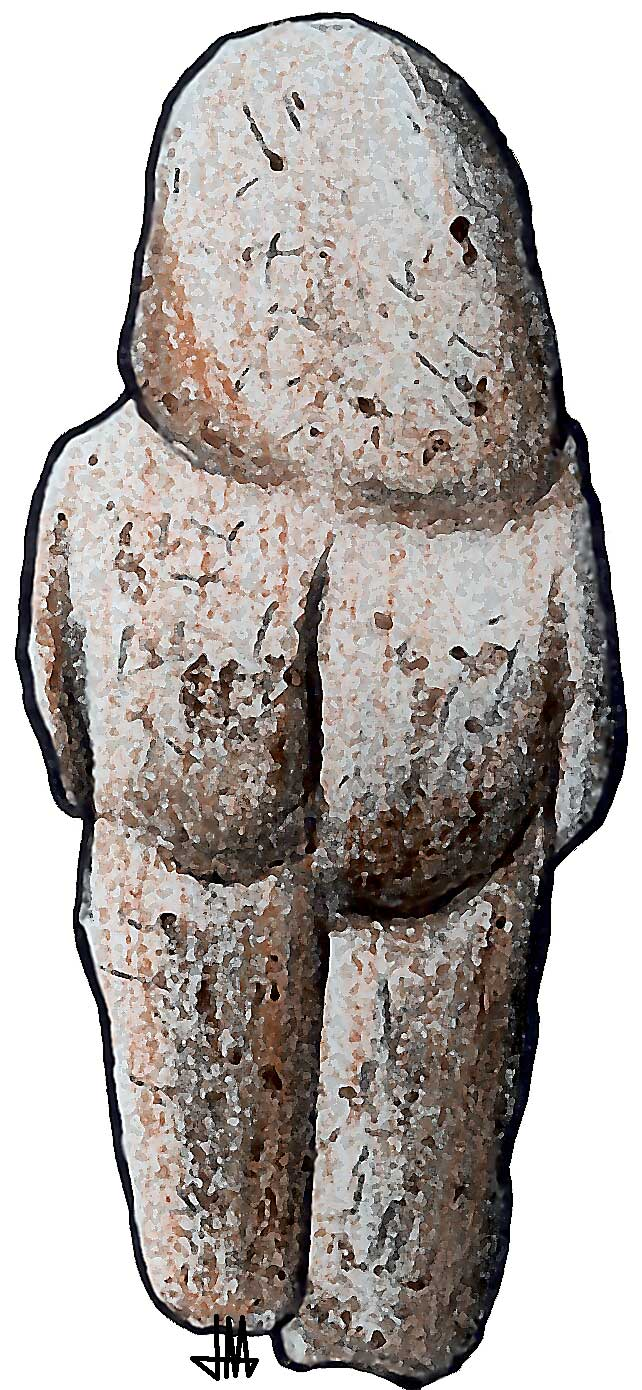
Vénus de Tan-Tan, Marrocos, cerca de 300–200.000 a.C.
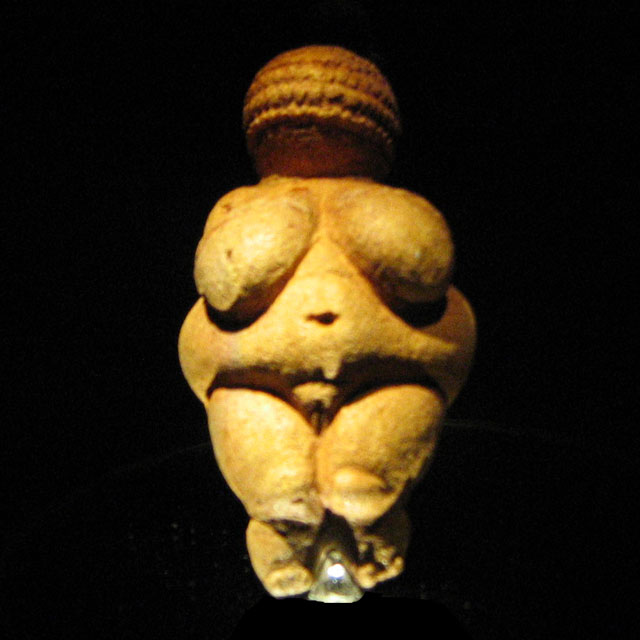
Vénus de Willendorf, Áustria
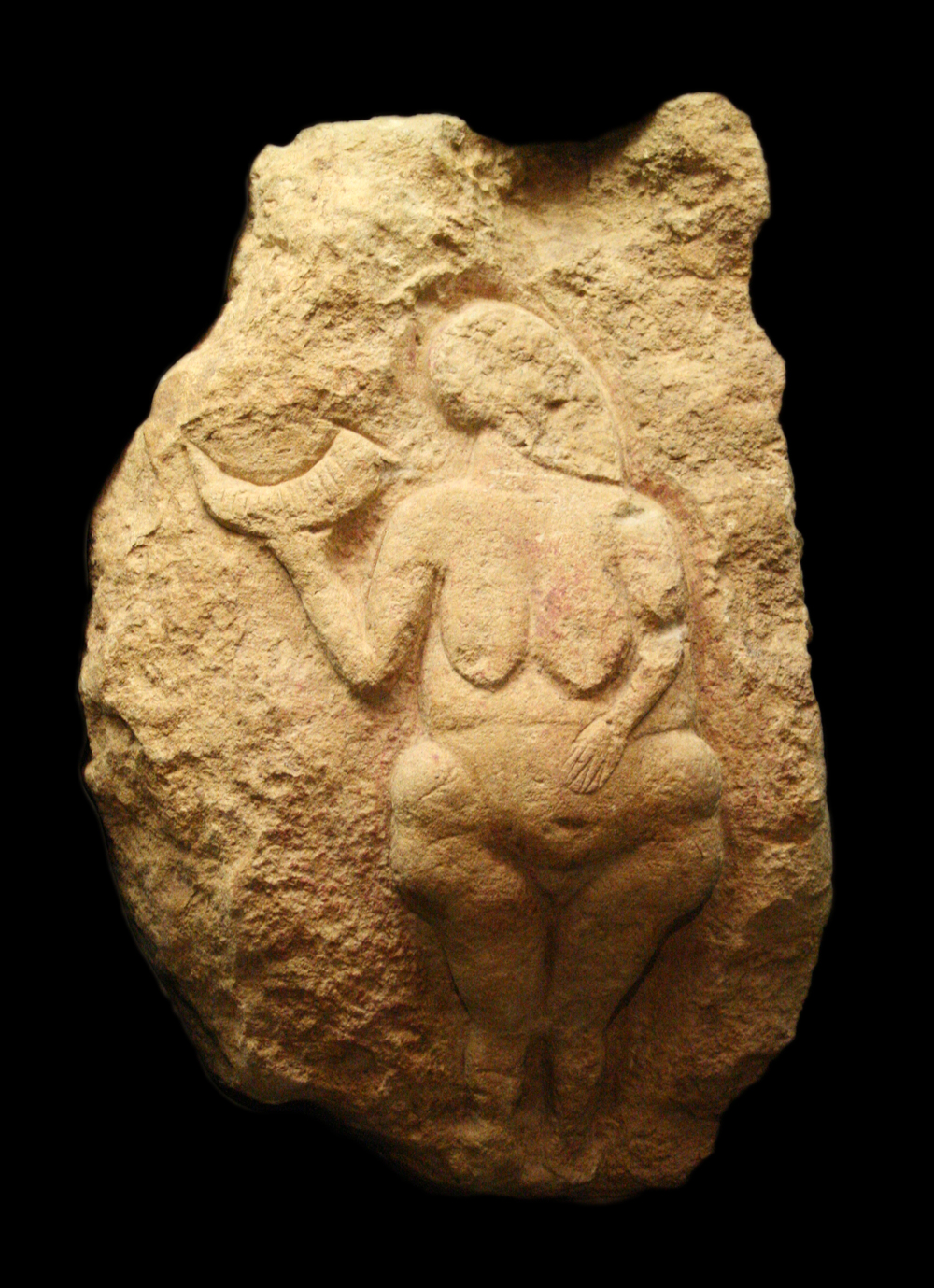
Vénus de Laussel ou Mulher com corno de Bisonte, França
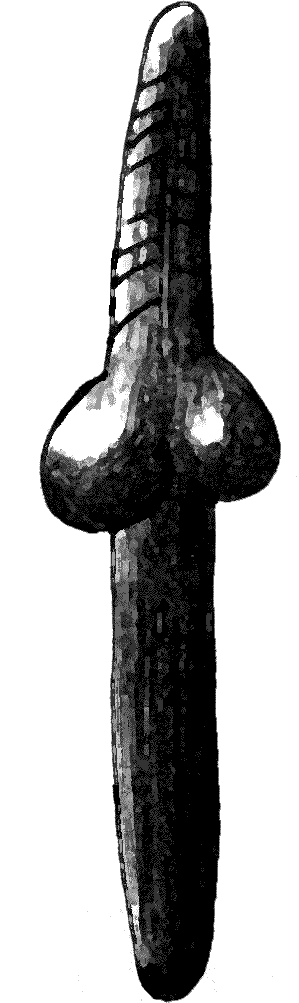
Vénus de Vĕstonice de formas estilizadas, República Checa

## Pintura paleolítica
A pintura paleolítica é caracterizada por estar dentro da arte parietal (que também envolve gravuras rupestres) encontrada nas diversas superfícies de cavernas em sua maior parte em áreas mais profundas, feita com diferentes técnicas e materiais. Sendo inicialmente representações simples de formas geométricas ou formatos de mão, que são feitas pelo espaço negativo ao serem encostadas contra a parede, logo após serem cobertas de pigmento e retiradas.
A mais antiga representação de pintura paleolítica se encontra na caverna no distrito de Maros (Celebes, Indonesia) tendo mais de 40,000 anos. A arte figurativa, ou seja, aquela que não é abstrata e inicialmente tenta copiar elementos da natureza começa a estar presente a partir de 40,000 a 35,000 anos atrás, principalmente nas regiões da Europa e do Sudeste Asiático.

No período do Paleolítico Superior são feitas as primeiras pinturas em cavernas e paredes externas de pedra, há aproximadamente 15 000 anos. A representação de vários animais (cavalos, mamutes, bois, veados) é comum, como se pode observar na caverna de Lascaux, França - sítio arqueológico descoberto em 1940. Além disso, há raras representações de vegetais e figuras humanas. Existem híbridos entre animais e seres humanos, como na caverna de Les Trois-Frères, no qual se encontram o “Pequeno Feiticeiro” e o “Grande Feiticeiro”

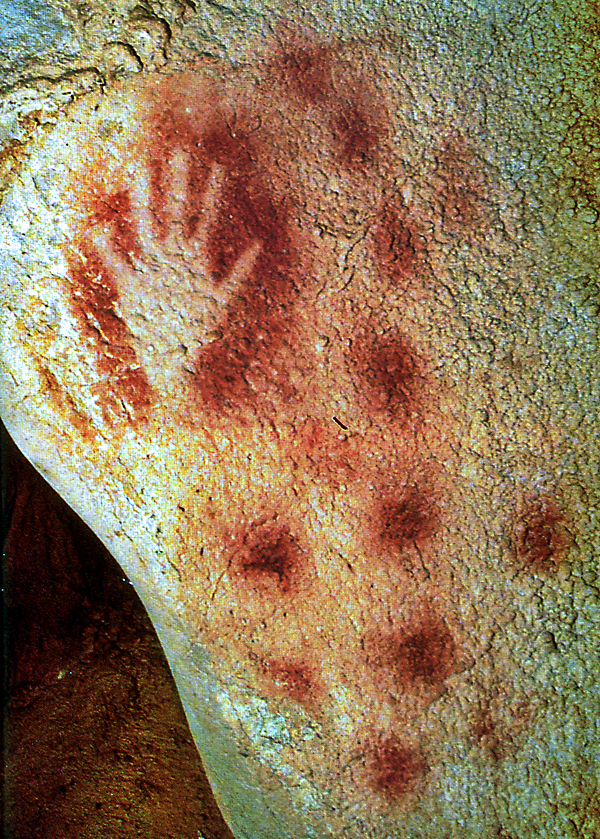
Contorno de mão na caverna de Pech Merle, França.

Aproveitando-se das irregularidades naturais das pedras, o homem do paleolítico chega, com suas pinturas, próximo das formas reais da natureza. Utiliza para os seus trabalhos  diversos materiais como carvão, e outros pigmentos minerais como manganês (cores escuras) e óxido de ferro (cores vermelhas e amareladas), além disso pigmentos vegetais como urucum e jenipapo, mesmo que esses dois últimos não sejam preservados com o tempo, ou terra e sangue estão presentes. Pincéis rudimentares (feitos de fibras vegetais ou animais), dedos e osso oco como instrumento de sopro (ex: para pulverizar o contorno da mão obtendo um negativo) são utilizados como meio de aplicar estes pigmentos. Às vezes, eram usadas protuberâncias e rachaduras na parede para dar a sensação de volume.
Outras importantes pinturas rupestres foram descobertas na caverna de Altamira, Espanha, por Marcelino Sanz de Sautuola. Em Altamira encontram-se pinturas nas paredes e no próprio teto da caverna, consideradas até hoje uma das maiores descobertas da história da arte.